# فایروایر

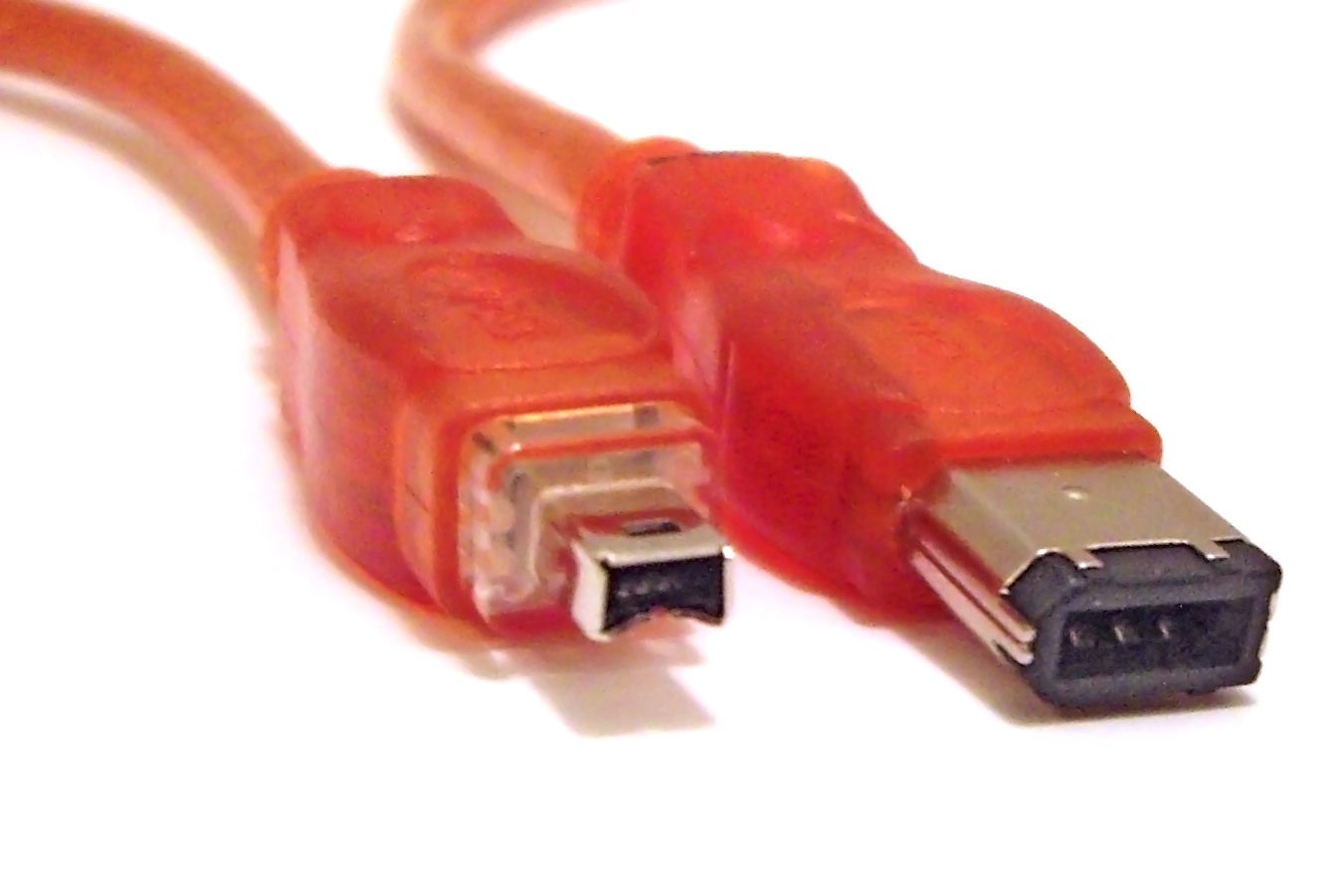
کابل رابط

فایروایر اساساً یک راه قدیمی برای اتصال قطعات مختلف مخصوصا مولتی مدیا می‌باشد به طوریکه می‌تواند به سرعت و به راحتی اطلاعات را انتقال دهد.
فایروایر از سال 1986 با همکاری کارگروه انجمن مهندسان برق و الکترونیک ،شرکت سونی ،پاناسونیک و اپل طراحی و گسترش پیدا کرد
با استفاده از آن می‌توانید اطلاعات را برای دستگاه هایی که پهنای باند زیاد دارند، بفرستید و بگیرید. اگر یک دستگاه فایروایر به کامپیوتر وصل شود سیستم آن را شناسایی کرده و درخواست درایور سخت افزاری می‌کند و اگر دستگاه از قبل نصب شده باشد، کامپیوتر آن را فعال کرده و شروع به ارتباط می‌کند. فایروایر در عمل بعد از معرفی USB3 و  تایپ سی کم کم از رده خارج شده.